# Grand Prix Stanów Zjednoczonych 1964
Grand Prix Stanów Zjednoczonych 1964 (oryg. United States Grand Prix) – 9. runda Mistrzostw Świata Formuły 1 w sezonie 1964, która odbyła się 4 października 1964, po raz 4. na torze Watkins Glen.
Było to 6. Grand Prix Stanów Zjednoczonych zaliczane do Mistrzostw Świata Formuły 1.

## Wyniki

### Kwalifikacje
Źródło: statsf1.com
| P  | Nr | Kierowca        | Konstruktor(-silnik) | Opony | Czas    | Odstęp | Strata |
| -- | -- | --------------- | -------------------- | ----- | ------- | ------ | ------ |
| 1  | 1  | Jim Clark       | Lotus-Climax         | D     | 1:12,65 | –      | –      |
| 2  | 7  | John Surtees    | Ferrari              | D     | 1:12,78 | +0,13  | +0,13  |
| 3  | 6  | Dan Gurney      | Brabham-Climax       | D     | 1:12,90 | +0,12  | +0,25  |
| 4  | 3  | Graham Hill     | BRM                  | D     | 1:12,92 | +0,02  | +0,27  |
| 5  | 9  | Bruce McLaren   | Cooper-Climax        | D     | 1:13,10 | +0,18  | +0,45  |
| 6  | 2  | Mike Spence     | Lotus-Climax         | D     | 1:13,33 | +0,23  | +0,68  |
| 7  | 5  | Jack Brabham    | Brabham-Climax       | D     | 1:13,63 | +0,30  | +0,98  |
| 8  | 8  | Lorenzo Bandini | Ferrari              | D     | 1:13,85 | +0,22  | +1,20  |
| 9  | 16 | Jo Bonnier      | Brabham-Climax       | D     | 1:14,07 | +0,22  | +1,42  |
| 10 | 11 | Innes Ireland   | BRP-BRM              | D     | 1:14,35 | +0,28  | +1,70  |
| 11 | 15 | Chris Amon      | Lotus-BRM            | D     | 1:14,43 | +0,08  | +1,78  |
| 12 | 22 | Jo Siffert      | Brabham-BRM          | D     | 1:14,65 | +0,22  | +2,00  |
| 13 | 4  | Richie Ginther  | BRM                  | D     | 1:14,67 | +0,02  | +2,02  |
| 14 | 25 | Ronnie Bucknum  | Honda                | D     | 1:14,90 | +0,23  | +2,25  |
| 15 | 12 | Trevor Taylor   | BRP-BRM              | D     | 1:15,30 | +0,40  | +2,65  |
| 16 | 14 | Mike Hailwood   | Lotus-BRM            | D     | 1:15,65 | +0,35  | +3,00  |
| 17 | 17 | Walt Hansgen    | Lotus-Climax         | D     | 1:15,90 | +0,25  | +3,25  |
| 18 | 23 | Hap Sharp       | Brabham-BRM          | D     | 1:18,23 | +2,33  | +5,58  |
| 19 | 10 | Phil Hill       | Cooper-Climax        | D     | 1:19,63 | +1,40  | +6,98  |
| P  | Nr | Kierowca        | Konstruktor(-silnik) | Opony | Czas    | Odstęp | Strata |

### Wyścig
Źródła: statsf1.com
| P                                                     | + / –     | Nr | Kierowca              | Konstruktor    | Opony | Okr.  | Czas / Strata | Komentarz         |
| ----------------------------------------------------- | --------- | -- | --------------------- | -------------- | ----- | ----- | ------------- | ----------------- |
| 1                                                     | 3         | 3  | Graham Hill           | BRM            | D     | 110   | 2:16:38,0     |                   |
| 2                                                     | Bez zmian | 7  | John Surtees          | Ferrari        | D     | 110   | +30,5         |                   |
| 3                                                     | 9         | 22 | Jo Siffert            | Brabham-BRM    | D     | 109   | +1 okr.       |                   |
| 4                                                     | 9         | 4  | Richie Ginther        | BRM            | D     | 107   | +3 okr.       |                   |
| 5                                                     | 12        | 17 | Walt Hansgen          | Lotus-Climax   | D     | 107   | +3 okr.       |                   |
| 6                                                     | 9         | 12 | Trevor Taylor         | BRP-BRM        | D     | 106   | +4 okr.       |                   |
| 7                                                     | 1         | 2  | Mike Spence Jim Clark | Lotus-Climax   | D     | 54 48 | +8 okr.       | pompa paliwowa    |
| 8                                                     | 8         | 14 | Mike Hailwood         | Lotus-BRM      | D     | 101   | +9 okr.       | olej              |
| Niesklasyfikowani                                     |           |    |                       |                |       |       |               |                   |
|                                                       |           | 6  | Dan Gurney            | Brabham-Climax | D     | 69    | +41 okr.      | ciśnienie oleju   |
|                                                       |           | 23 | Hap Sharp             | Brabham-BRM    | D     | 65    | +45 okr.      | niesklasyfikowany |
|                                                       |           | 8  | Lorenzo Bandini       | Ferrari        | D     | 58    | +52 okr.      | silnik            |
|                                                       |           | 1  | Jim Clark Mike Spence | Lotus-Climax   | D     | 49 5  | +56 okr.      | wytrysk           |
|                                                       |           | 25 | Ronnie Bucknum        | Honda          | D     | 50    | +60 okr.      | przegrzanie       |
|                                                       |           | 15 | Chris Amon            | Lotus-BRM      | D     | 47    | +63 okr.      | silnik            |
|                                                       |           | 16 | Jo Bonnier            | Brabham-Climax | D     | 37    | +73 okr.      | tylna oś          |
|                                                       |           | 9  | Bruce McLaren         | Cooper-Climax  | D     | 27    | +83 okr.      | zawór             |
|                                                       |           | 5  | Jack Brabham          | Brabham-Climax | D     | 14    | +96 okr.      | silnik            |
|                                                       |           | 10 | Phil Hill             | Cooper-Climax  | D     | 4     | +106 okr.     | zapłon            |
|                                                       |           | 11 | Innes Ireland         | BRP-BRM        | D     | 2     | +108 okr.     | skrzynia biegów   |
| Nie wystartowali / niedopuszczeni do ponownego startu |           |    |                       |                |       |       |               |                   |
|                                                       |           | 24 | Anthony Foyt          | BRM            | D     | 0     |               | nie przybył       |
| P                                                     | + / –     | Nr | Kierowca              | Konstruktor    | Opony | Okr.  | Czas / Strata | Komentarz         |

### Najszybsze okrążenie
Źródło: statsf1.com
| Nr | Kierowca  | Konstruktor  | Czas   | Okr. |
| -- | --------- | ------------ | ------ | ---- |
| 2  | Jim Clark | Lotus-Climax | 1:12,7 | 81   |

### Prowadzenie w wyścigu
Źródło: statsf1.com
| Nr                              | Kierowca     | Konstruktor  | Okrążenia | Suma |
| ------------------------------- | ------------ | ------------ | --------- | ---- |
| 3                               | Graham Hill  | BRM          | 45-110    | 66   |
| 1                               | Jim Clark    | Lotus-Climax | 13-43     | 31   |
| 7                               | John Surtees | Ferrari      | 1-12, 44  | 13   |
| \| Wykres \| \| ------ \| \| \| |              |              |           |      |
| Wykres                          |              |              |           |      |
|                                 |              |              |           |      |

## Klasyfikacja po wyścigu
Pierwsza szóstka otrzymywała punkty według klucza 9-6-4-3-2-1. Liczone było tylko 6 najlepszych wyścigów danego kierowcy.
Uwzględniono tylko kierowców, którzy zdobyli jakiekolwiek punkty
| P  | +/− | Kierowca            | Starty | Punkty  | P1 | P2 | P3 | PP | NO | NS |
| -- | --- | ------------------- | ------ | ------- | -- | -- | -- | -- | -- | -- |
| 1  | 0   | Graham Hill         | 9      | 39 (41) | 2  | 3  | –  | 1  | 1  | 2  |
| 2  | +1  | John Surtees        | 9      | 34      | 2  | 2  | 1  | 2  | 2  | 4  |
| 3  | −1  | Jim Clark           | 9      | 30      | 3  | –  | –  | 4  | 3  | 4  |
| 4  | 0   | Richie Ginther      | 9      | 23      | –  | 2  | –  | –  | –  | –  |
| 5  | 0   | Lorenzo Bandini     | 9      | 19      | 1  | –  | 2  | –  | –  | 3  |
| 6  | 0   | Bruce McLaren       | 9      | 13      | –  | 2  | –  | –  | –  | 5  |
| 7  | 0   | Jack Brabham        | 9      | 11      | –  | –  | 2  | –  | 1  | 3  |
| 8  | 0   | Peter Arundell      | 4      | 11      | –  | –  | 2  | –  | –  | –  |
| 9  | 0   | Dan Gurney          | 9      | 10      | 1  | –  | –  | 2  | 2  | 4  |
| 10 | +3  | Jo Siffert          | 9      | 7       | –  | –  | 1  | –  | –  | 3  |
| 11 | −1  | Bob Anderson        | 7      | 5       | –  | –  | 1  | –  | –  | 1  |
| 12 | −1  | Tony Maggs          | 5      | 4       | –  | –  | –  | –  | –  | 1  |
| 13 | −1  | Innes Ireland       | 6      | 4       | –  | –  | –  | –  | –  | 2  |
| 14 | 0   | Jo Bonnier          | 8      | 3       | –  | –  | –  | –  | –  | 4  |
| 15 | 0   | Chris Amon          | 8      | 2       | –  | –  | –  | –  | –  | 4  |
| 16 | 0   | Maurice Trintignant | 5      | 2       | –  | –  | –  | –  | –  | 2  |
| 17 | N   | Walt Hansgen        | 1      | 2       | –  | –  | –  | –  | –  | –  |
| 18 | −1  | Phil Hill           | 8      | 1       | –  | –  | –  | –  | –  | 4  |
| 19 | N   | Trevor Taylor       | 6      | 1       | –  | –  | –  | –  | –  | 4  |
| 20 | −2  | Mike Hailwood       | 9      | 1       | –  | –  | –  | –  | –  | 3  |
| 21 | −2  | Mike Spence         | 5      | 1       | –  | –  | –  | –  | –  | 1  |
| P  | +/− | Kierowca            | Starty | Punkty  | P1 | P2 | P3 | PP | NO | NS |

### Konstruktorzy
Tylko jeden, najwyżej uplasowany kierowca danego konstruktora, zdobywał dla niego punkty. Również do klasyfikacji zaliczano 6 najlepszych wyników.
| P                 | +/− | Konstruktor     | Starty | Punkty  | P1 | P2 | P3 | PP | NO | NS |
| ----------------- | --- | --------------- | ------ | ------- | -- | -- | -- | -- | -- | -- |
| 1                 | 0   | Ferrari         | 19     | 43      | 3  | 2  | 3  | 2  | 2  | 7  |
| 2                 | 0   | BRM             | 31     | 42 (51) | 2  | 5  | –  | 1  | 1  | 6  |
| 3                 | 0   | Lotus-Climax    | 22     | 36 (37) | 3  | –  | 2  | 4  | 3  | 7  |
| 4                 | 0   | Brabham-Climax  | 28     | 21      | 1  | –  | 3  | 2  | 3  | 9  |
| 5                 | 0   | Cooper-Climax   | 19     | 16      | –  | 2  | –  | –  | –  | 10 |
| 6                 | +1  | Brabham-BRM     | 15     | 7       | –  | –  | 1  | –  | –  | 9  |
| 7                 | −1  | BRP-BRM         | 11     | 5       | –  | –  | –  | –  | –  | 5  |
| 8                 | 0   | Lotus-BRM       | 21     | 3       | –  | –  | –  | –  | –  | 10 |
| Niesklasyfikowani |     |                 |        |         |    |    |    |    |    |    |
|                   |     | Honda           | 3      | 0       | –  | –  | –  | –  | –  | 2  |
|                   |     | Cooper-Ford     | 1      | 0       | –  | –  | –  | –  | –  | –  |
|                   |     | Brabham-Ford    | 1      | 0       | –  | –  | –  | –  | –  | 1  |
|                   |     | Porsche         | 1      | 0       | –  | –  | –  | –  | –  | 1  |
|                   |     | Scirocco-Climax | 1      | 0       | –  | –  | –  | –  | –  | 1  |
|                   |     | ATS             | 1      | 0       | –  | –  | –  | –  | –  | 1  |
| P                 | +/− | Kierowca        | Starty | Punkty  | P1 | P2 | P3 | PP | NO | NS |